# Caldicot
Caldicot est une petite ville située dans le comté du Monmouthshire, au sud-est du pays de Galles. Elle se trouve sur la rive nord de l'estuaire de la Severn.

## Lieux et monuments
- Le château de Caldicot, vaste château médiéval du XIIe siècle.

## Jumelages
Caldicot est jumelée avec les villes de Waghäusel en Allemagne et Morières-lès-Avignon en France.

## Source de la traduction
- (en) Cet article est partiellement ou en totalité issu de l’article de Wikipédia en anglais intitulé « Caldicot, Monmouthshire » (voir la liste des auteurs).